# Barra do Ouro
Barra do Ouro is een gemeente in de Braziliaanse deelstaat Tocantins. De gemeente telt 3.691 inwoners (schatting 2009).